# Парковочный диск

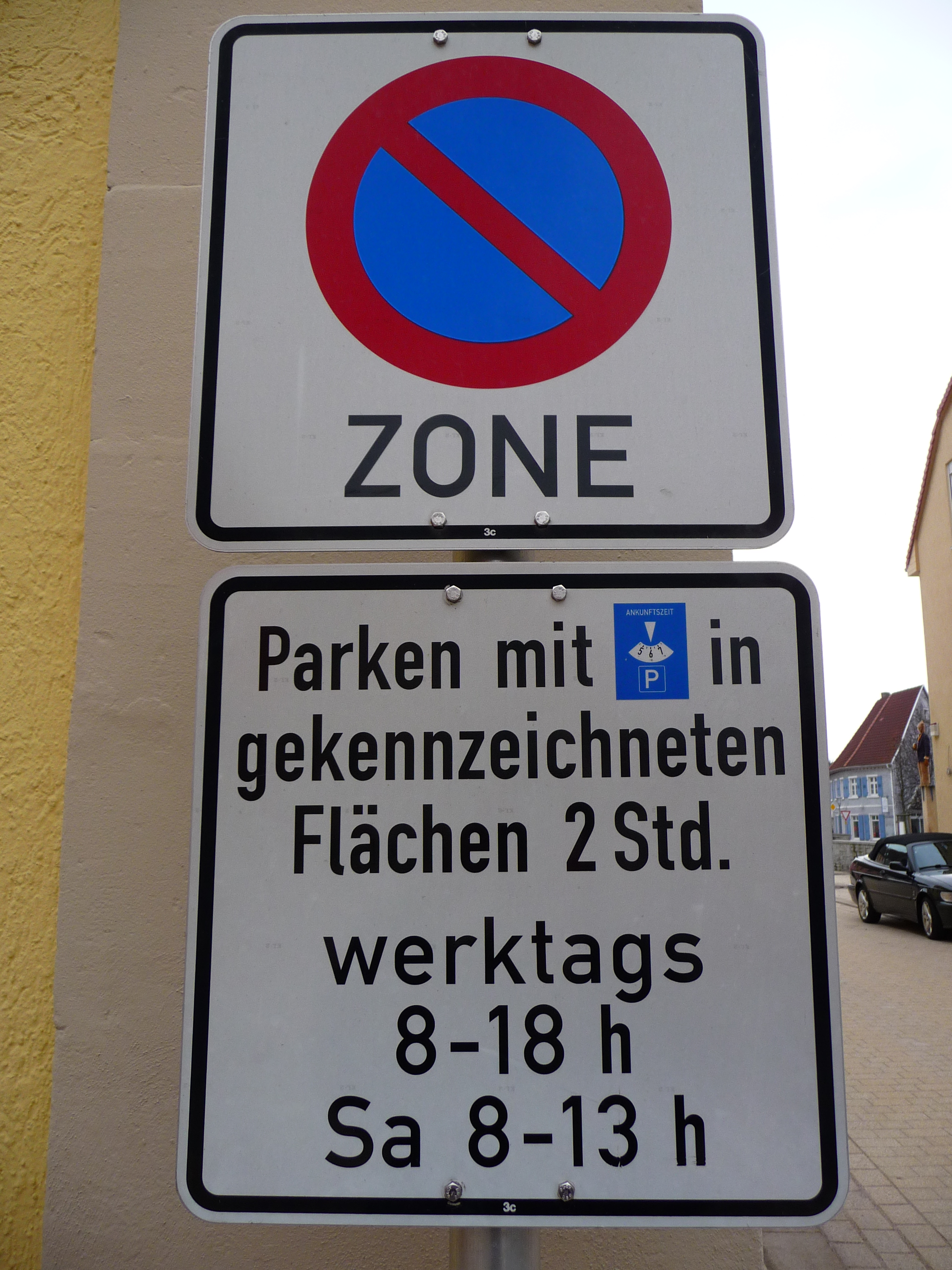
Дорожный знак в Германии, разрешающий парковку только в специально отведенных для этого местах, причем по будням с 8 до 18 и по субботам с 8 до 13 часов предписано использование парковочного диска и максимальная продолжительность стоянки составляет 2 часа.

Парковочный диск — использующееся в некоторых странах приспособление для регулирования времени парковки автомобиля на определенном месте стоянки. Впервые применено в Париже в 1957 году, в настоящее время отслеживание времени парковки автомобилей с помощью парковочного диска широко распространено, в частности, в Германии, Австрии, Швейцарии, Финляндии, Швеции, Франции и Италии.

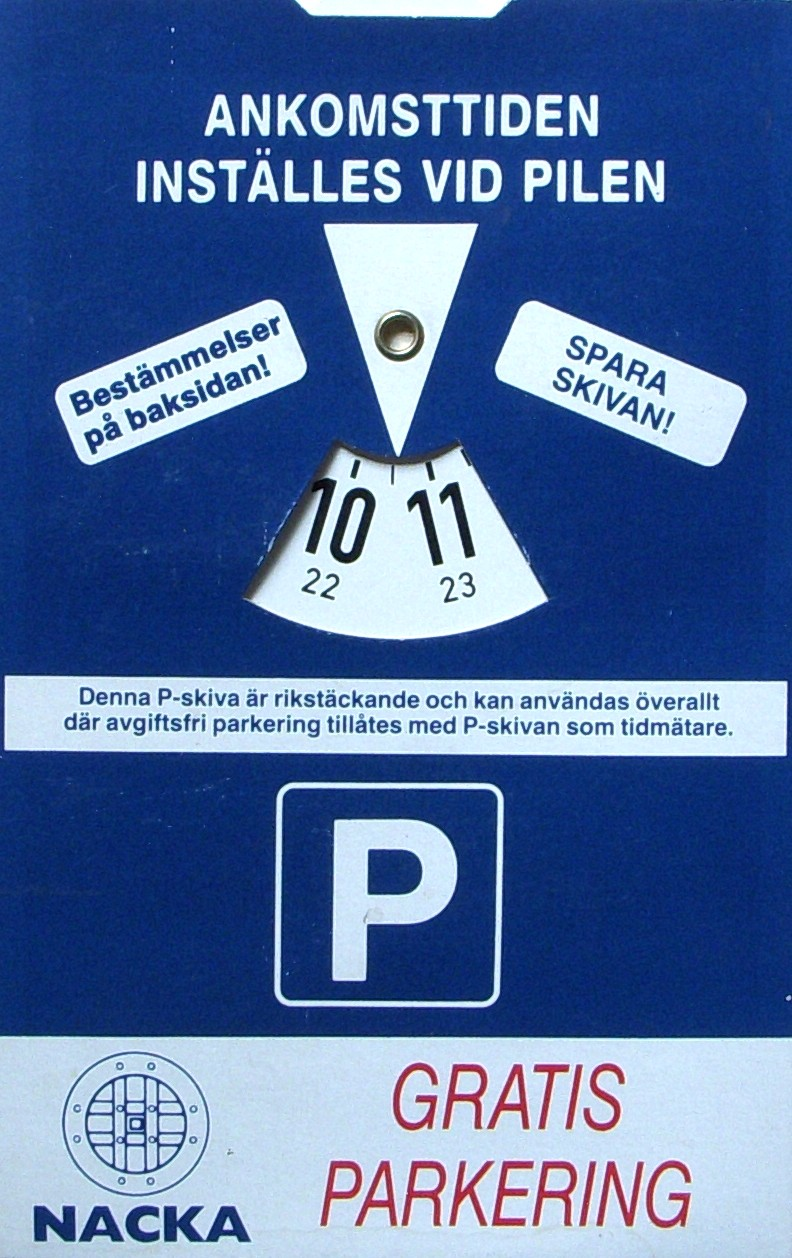
Шведский парковочный диск

В Германии и в скандинавских странах парковочный диск представляет собой картонный или пластмассовый лист размером 11х15 см со встроенным циферблатом в форме диска (отсюда и название). Путём вращения диска можно установить на циферблате текущее время с точностью до 30 минут. В местах, где использование парковочного диска для стоянки автомобилей предписано соответствующим дорожным знаком (как правило, речь идет о парковочных местах в густонаселенных городских районах, где наблюдается дефицит парковочных мест), при оставлении автомобиля на стоянке необходимо установить время начала парковки на циферблате диска и положить диск на видном месте за лобовым стеклом автомобиля. При этом дополнительная надпись на дорожном знаке предписывает максимальную продолжительность стоянки на одном месте, а также время суток, когда использование парковочного диска вообще необходимо (чаще всего это дневное время в будние дни, когда движение на дорогах интенсивнее всего). При установке времени на диске разрешается округлять время начала стоянки до получаса в большую сторону. Сотрудниками дорожной инспекции или полиции периодически проводятся обходы автостоянок, и при отсутствии парковочного диска или при истекшем или неправильно установленном на нем времени парковки на владельца автомобиля может быть наложен штраф.
В центральных районах и вблизи торговых улиц крупнейших городов Германии, где в дневное время наблюдается особо острая нехватка стояночных мест для автомобилей, регулирование стоянки с помощью парковочных дисков на сегодняшний день в основном вытеснено платной парковкой. В местах, где стоянка машин разрешена в принципе, водителю необходимо приобрести в специальном автомате билет, дающий ему право оставить в этом месте автомобиль на оплаченный период времени. Как и в местах бесплатной парковки с парковочным диском, факт оплаты и соблюдение временного лимита может контролироваться дорожной инспекцией.